# Saprosma sogerense
Saprosma sogerense är en måreväxtart som beskrevs av Spencer Le Marchant Moore. Saprosma sogerense ingår i släktet Saprosma och familjen måreväxter. Inga underarter finns listade i Catalogue of Life.